# Rebecca Hohlbein
Rebecca Hohlbein (* 27. Juli 1977 in Neuss) ist eine deutsche Kinderbuch- und Fantasyautorin. Ihre Eltern sind die bekannten Fantasyautoren Wolfgang und Heike Hohlbein.
Hohlbein begeisterte sich früh für Literatur und wollte angeblich bereits mit neun Jahren Schriftstellerin werden. Nach Abschluss der Berufsschule absolvierte sie am Friedrich-Spee-Kolleg in Neuss ihre Fachhochschulreife mit den Leistungsfächern Deutsch und Englisch. Unter einem Pseudonym verfasste sie ihre ersten Kurzgeschichten und Kinderbücher, da sie sich mit ihrem Vater einig war, eine eigene Autorenkarriere aufbauen zu wollen und nicht nur von seinem Namen zu profitieren. Ihre Romane, die unter ihrem richtigen Namen veröffentlicht wurden, zeichnen sich vor allem durch den Versuch aus, eine Brücke zwischen Jugendbuch und Fantasyroman zu schlagen. Hohlbein ist verheiratet, hat zwei Kinder und lebt im Neusser Stadtteil Hoisten.

## Werke

### Kurzgeschichten
- Collin. In: Wolfgang Hohlbeins Fantasy Selection 1999.
- Engel lügen nicht. In: Wolfgang Hohlbeins Fantasy Selection 2001.
- Jimmy. In: Böse Nacht Geschichten II. (Hörbuch)
- Barbeque. In: Halloween. (Hörbuch)
- Max und das Bettkastenmonster. In: Alles für eine gute Nacht. 2007.
- Superhelden. In: Willkommen im Geschichtenhaus. Velber Kinderbuch, 2009.
- Von den Ohren meines Bruders. In: Wir reisen ins Geschichtenland. Velber Kinderbuch, 2010.
- Gre.en. In: Frank G. Gerigk, Petra Hartmann (Hrsg.): Drachen! Drachen! Fiese Essenzen aus dreiundzwanzig Genres. Blitz Verlag, 2012, ISBN 978-3-89840-339-9.

### Einzelromane
- Der Sohn des Waffenmeisters. vgs, 2005, ISBN 3-8000-5071-4.
- mit Wolfgang Hohlbein: Das Blut der Templer II – Die Nacht des Sterns. vgs, 2005, ISBN 3-8025-3478-6.
- Willkommen im Geisterhaus. Ueberreuter, 2006, ISBN 3-8000-5197-4.
- mit Wolfgang Hohlbein: Die Wolf-Gäng – Der Wächter der Wahrheit. (Wolf-Gäng-Serie. Band 3). Schneider Buch, 2008, ISBN 978-3-505-12410-5.
- mit Wolfgang Hohlbein: Die Templerin – Das Wasser des Lebens. Heyne Verlag, 2008, ISBN 978-3-453-26608-7.
- mit Wolfgang Hohlbein: Die Templerin – Das Testament Gottes. Heyne Verlag, 2011, ISBN 978-3-453-26677-3.
- Himmelwärts. Heyne Verlag, 2010, ISBN 978-3-453-26688-9.
- Das Mädchen aus dem Meer. Heyne Verlag, 2013, ISBN 978-3-453-31481-8.
- Helga, oder mit der al Qaida nach Sibirien. Ulrich Burger Verlag, 2014, ISBN 978-3-943378-71-9.
- mit Wolfgang Hohlbein: Die Templerin – Das Band des Schicksals.  Heyne Verlag, 2017, ISBN 978-3-453-41959-9.

### Die Indra-Reihe
- Indras Traum. vgs, 2004, ISBN 3-8025-3328-3.
- Thans Geheimnis. vgs, 2004, ISBN 3-8025-3329-1.
- Laurins Schatten. vgs, 2005, ISBN 3-8025-3451-4.

### Pirates of the Caribbean
(mit Wolfgang Hohlbein)
- Fluch der Karibik. vgs, 2006, ISBN 3-8025-3540-5. (Buch zum Kinofilm)
- Fluch der Karibik 2. vgs, 2006, ISBN 3-8212-3171-8. (Buch zum Kinofilm)
- Am Ende der Welt. vgs, 2007, ISBN 978-3-8025-3616-8. (Buch zum Kinofilm)